# Lough Swilly

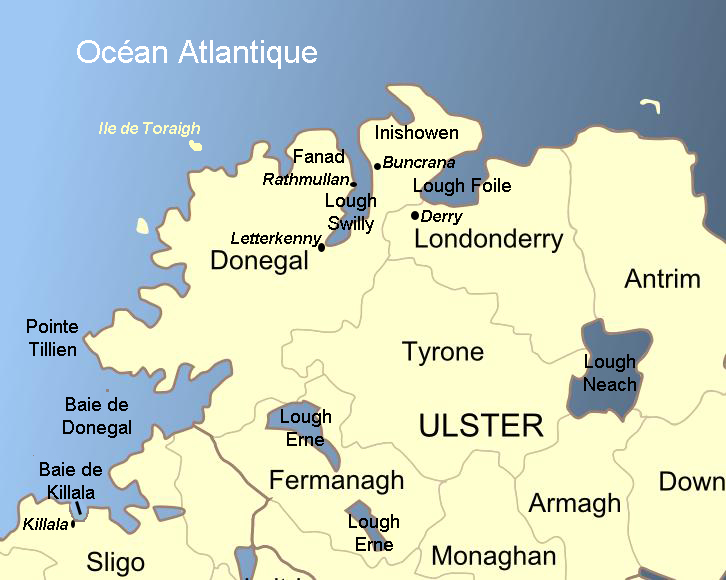
Mapa de la regió

El lough Swilly (en gaèlic irlandès, Loch Súilí) que podria traduir-se lliurement com a llac d'ombres o llac dels Ulls. Està situat a la República d'Irlanda i és pròpiament un fiord que queda entre el costat occidental de la península d'Inishowen i la península de Fanad, al comtat de Donegal.
En l'extrem septentrional del fiord estan Fanad Head amb el seu famós far i Dunaff Head. Les viles situades al fiord inclouen Buncrana a Inishowen i Rathmullan al costat occidental. En l'extrem meridional del fiord queda Letterkenny.
El fiord és també famós per la seva observació de la vida salvatge (dofins, marsopa, aus marines, oca migratòria i cignes) i busseig en els nombrosos naufragis, incloent el SS Laurentic enfonsat per una mina alemanya (possible torpede), que es va enfonsar amb 3.211 lingots d'or dels que es van recuperar 3.191.
Al Sud del fiord una sèrie d'illes (Burt, Inch, Coney, Big Isle) van ser obtingudes pel sistema de pólders i la terra reclamada durant els anys 1800 per l'agricultura i el fiord Swilly als terraplens del ferrocarril de Derry City. Aquestes terres guanyades estan avui considerats com un dels primers aiguamolls d'Irlanda per la conservació de la naturalesa i l'ornitologia, que sosté més de 4.000 cignes cantores i milers d'Oques rialleres grosses, oques de galtes blanques i oques de collar, així com oques comunes.

## Història
El llac i el turó fortificat de Grianan Ailigh (2000-5000 aC) situat en la seva corba meridional apareixen en la mapa del món de Ptolemeu. Compta amb nombrosos monuments de l'Edat de Pedra i amb fortificacions de l'edat de ferro llarg de les seves costes, així com una sèrie de restes de petxines datades aproximadament en el 7000 aC.
És més famós pel seu paper en l'organització del que es coneix com la Fugida dels Comtes. Després d'un aixecament general fracassat al setembre de 1607, Hugh O'Neill, segon comte de Tyrone i Rory O'Donnell, 1r comte de Tyrconnell última cacics gaèlics i defensors de les lleis Brehon a Irlanda en aquest temps, van salpar de Rathmullan amb noranta dels seus seguidors.
El 4 de desembre de 1811, durant un vendaval la fragata de la classe Apolo de 36 canons HMS Saldanha va naufragar al Lough Swilly. No hi va haver supervivents dels aproximadament 253 a bord i es recuperaren uns 200 cossos llençats a la sorra.
A causa del seu refugi natural i per la profunditat impressionant el llac era un port naval important des dels temps més remots.
A l'octubre de 1798, immediatament abans de l'esclat de les guerres napoleòniques, una flota francesa que portava Theobald Wolfe Tone de la Societat dels Irlandesos Units, amb tropes per ajudar la rebel·lió irlandesa de 1798, va ser interceptat i derrotat en una batalla naval a l'entrada de Lough Swilly. Posteriorment va ser capturat i portat a terra a Buncrana al costat est del Swilly.
Una reavaluació posterior de l'amenaça d'invasió va conduir a la construcció d'una sèrie de fortificacions que guarden els diferents punts de desembarcament al llac que es van completar entre 1800-1820. Al voltant de 1804 es van construir torres Martello per defensar les posicions de Derry.
Immediatament abans de la Primera Guerra Mundial els britànics van millorar reforçar els ports i els seus armaments, i afegiren una fortalesa a l'entrada del llac a Lenan Head. Encara es poden veure les restes d'aquestes fortificacions a Lenan Head, Dunree (ara un museu militar i de la vida silvestre), Buncrana, Inch Island i a la costa oest a Rathmullan, Knockalla i Macamish Point.
Durant la Primera Guerra Mundial, el llac va ser utilitzat per la Royal Navy com un port d'ancoratge per a la Flota de l'Atlàntic Nord al comandament de l'almirall Jellicoe i un refugi per als combois de l'Atlàntic Nord. Durant aquest període es va augmentar la protecció del llac per tal de prevenir atacs dels U-Boot. Després de la Guerra Angloirlandesa, el llac també era un dels Ports especificats al Tractat Angloirlandès fins al seu lliurament final a Fort Dunree el 1938.
Segons s'exposa a Fort Dunree, durant la Segona Guerra Mundial s'hi estacionaren tropes irlandeses armades amb instruccions explícites de disparar a qualsevol nau que posés en perill la neutralitat irlandesa entrant al port natural. Només es va produir un incident grau quan un vaixell de la Royal Navy va entrar al llac i no va respondre inicialment als senyals de fer marxa enrere. No obstant això, el vaixell va donar la volta abans que les forces irlandeses obrissin foc sobre ell.